# ニョミ・マルセラ
ニョミ・マルセラ（Nyomi Marcela、ハワイ州出身、1981年7月9日 - ）は、アメリカ合衆国のインドネシア系アメリカ人ポルノ女優。同じくポルノ女優のジェイド・マルセラの1歳違いの妹である。

## 出生
マルセラ姉妹の出生については情報源によって諸説あり、ニョミをカリフォルニア州エンシニタス出身としているものもある。またニョミの生年月日を1980年6月22日として、ジェイドとは双子の姉妹であると記述しているものもあるが、ニョミの公式サイトでは生年は明らかにしていないものの、誕生日は7月9日と記されているため双子説は誤りと考えられる。

## 女優歴
女優として働く前に最初に就いた仕事はバスキン・ロビンスのアイスクリーム販売員であった。ニョミはジェイドに遅れること2年後の2001年後半、20歳の時に姉に誘われてポルノ映画界に入った。彼女はエド・パワーズ監督の『More Dirty Debutantes 206』におけるプロ/アマのシーンでパワーズから手ほどきを受けた。
デビューから6ヶ月は当時のマネージャーの意向で姉と異なる名前、ニョミ・アルマン (Nyomi Arman) で出演していたが、そのマネージャーと袂を分かつとニョミ・マルセラの名に改めた。ニョミはすぐにエキゾチックな美貌と奔放で官能的なセックスシーンにより人気女優となり、デビューから2年間で40本以上のビデオに出演した。その後も出演作は増え続け、2009年1月時点で200本以上の映画に出演している。姉とは異なりアナルセックスは演じていない。
2002年の『Babes Illustrated 12』では姉のジェイドと共演し、マルセラ姉妹に双子であるテイラー（ジョセリン・ポッター名義）とタイラー（クリスタル・ポッター名義）のスター姉妹が加わり、20分近くにわたり四つ巴の激しいレズビアンシーンが演じられた。この他にも何作かでジェイドとの絡みを演じた。ニョミは好きな女性共演者の1人に姉の名を挙げている。
彼女はファッションに興味を持っており、将来は学校に通い、自ら服をデザインして作り販売したいという夢を持っている。